# بلایا خولونیتسا
شهر بلایا خولونیتسا (به روسی: Белая Холуница) در کشور روسیه و در اوبلاست کیروف واقع شده‌است.